# Заводо-Тюшевское сельское поселение
Заводо-Тюшевское се́льское поселе́ние — муниципальное образование в Октябрьском районе Пермского края Российской Федерации.
Административный центр — посёлок Тюш.

## История
Статус и границы сельского поселения установлены законом Пермской области от 9 декабря 2004 года № 1886-411 «Об утверждении границ и о наделении статусом муниципальных образований Октябрьского района Пермского края».

## Население
| 2010  | 2012  | 2013  | 2014  | 2015  | 2016  | 2017  |
| ----- | ----- | ----- | ----- | ----- | ----- | ----- |
| 1197  | ↗1200 | ↘1173 | ↘1138 | ↘1130 | ↘1118 | ↗1130 |
| 2018  | 2019  |       |       |       |       |       |
| ↗1131 | ↘1105 |       |       |       |       |       |

## Состав сельского поселения
| № | Населённый пункт | Тип населённого пункта          | Население |
| - | ---------------- | ------------------------------- | --------- |
| 1 | Отделение № 2    | деревня                         | 25        |
| 2 | Отделение № 4    | деревня                         | 0         |
| 3 | Отделение № 5    | деревня                         | 12        |
| 4 | Тюш              | посёлок, административный центр | ↘1056     |